# Parc du Château de Grammont
El Parque del Castillo de Grammont ( en francés : Parc du Château de Grammont también denominado como Domaine de Grammont) es un parque multiusos, espacio dedicado a los deportes y jardín botánico público de 90 hectáreas de extensión, ubicado en la proximidad de Montpellier, Francia.

## Localización
El edificio está situado al este de Montpellier, en el Hérault. 
Grammont se sitúa sobre la margen derecha del Lez, al este del territorio comunal de Montpellier, en el límite con la comuna de Saint-Aunès.
En la década de 1980, el dominio estaba aislado de la ciudad, rodeado principalmente de viñedos. 
El aislamiento inicial está asegurado par la carretera "route départementale D24" (avenue Albert Einstein) reliant Montpellier en Mauguio. Rápidamente, con el proyecto de urbanización de Montpellier se construye la avenue Pierre Mendès-France que proporciona un enlace rápido entre Antigone y el intercambiador de la autopista "autoroute A9" a la altura de la que se ubica el Dominio de Grammont.
A pesar de la extensión del barrio "Millénaire" dedicado a la alta tecnología y la creación del Odysseum dedicado a compras y entretenimiento, el área se mantiene aislado de las urbanizaciones a través de la supervivencia de varias fincas vinícolas, incluyendo los  « folies » del Château de Flaugergues, y Château de la Mogère que se encuentran en su proximidad al oeste.
Parc du Château de Grammont Avenue Albert Einstein Montpellier, Département de Hérault, Languedoc-Roussillon, France-Francia. 
Planos y vistas satelitales, 43°36′59″N 3°55′47″E / 43.61639, 3.92972
Está abierto al público siendo la entrada previa cita. 

## Historia
En 1174, la orden religiosa de Grandmont se estableció en un campo dependiente del cabildo de la catedral de San Pedro y St. Paul Maguelone. 
La capilla fue construida alrededor de 1180 (junto con todos los edificios del convento), la cama fue rehecha en 1225.
Durante las guerras de religión (siglo XVI), el priorato fue devastado. 
En 1701, fue donado al seminario de Montpellier. 
Vendida como "bien nacional" en 1790, el ala oeste fue reconstruida a inicios del siglo XIX.
La capilla fue reconstruida entre 1895 y 1897 en su emplazamiento original por el arquitecto Pierre Arribat, con esculturas de Auguste Baussan y los vitrales de Louis-Charles-Marie Champigneulle.
Del edificio original solamente permanece la sala capitular donde se celebran las bodas actualmente.

## Colecciones
En el siglo XVI fue "conservatorio de la flora local", una tradición que se encuentra en los invernaderos municipales que establecieron su sede en 1984 en las nuevas instalaciones. 
Plantado en época del Imperio, el "Domaine de Grammont" tiene un cedro centenario. 
En sus 90 hectáreas de vegetación mediterránea, arboledas y vastos prados de flores, esta zona es una de las zonas verdes más grandes de la ciudad de Montpellier. 
Administrado por el municipio, alberga un centro hortícola municipal, numerosas instalaciones deportivas, centro ecuestre, el Zenith, el teatro de los Trece Vientos y un gran espacio para conciertos de rock.
Pertenece a la red de «Sites d'exception en Languedoc» ("sitios excepcionales en Languedoc").
Algunos detalles en el "Parc du Château de Grammont".

Detalles
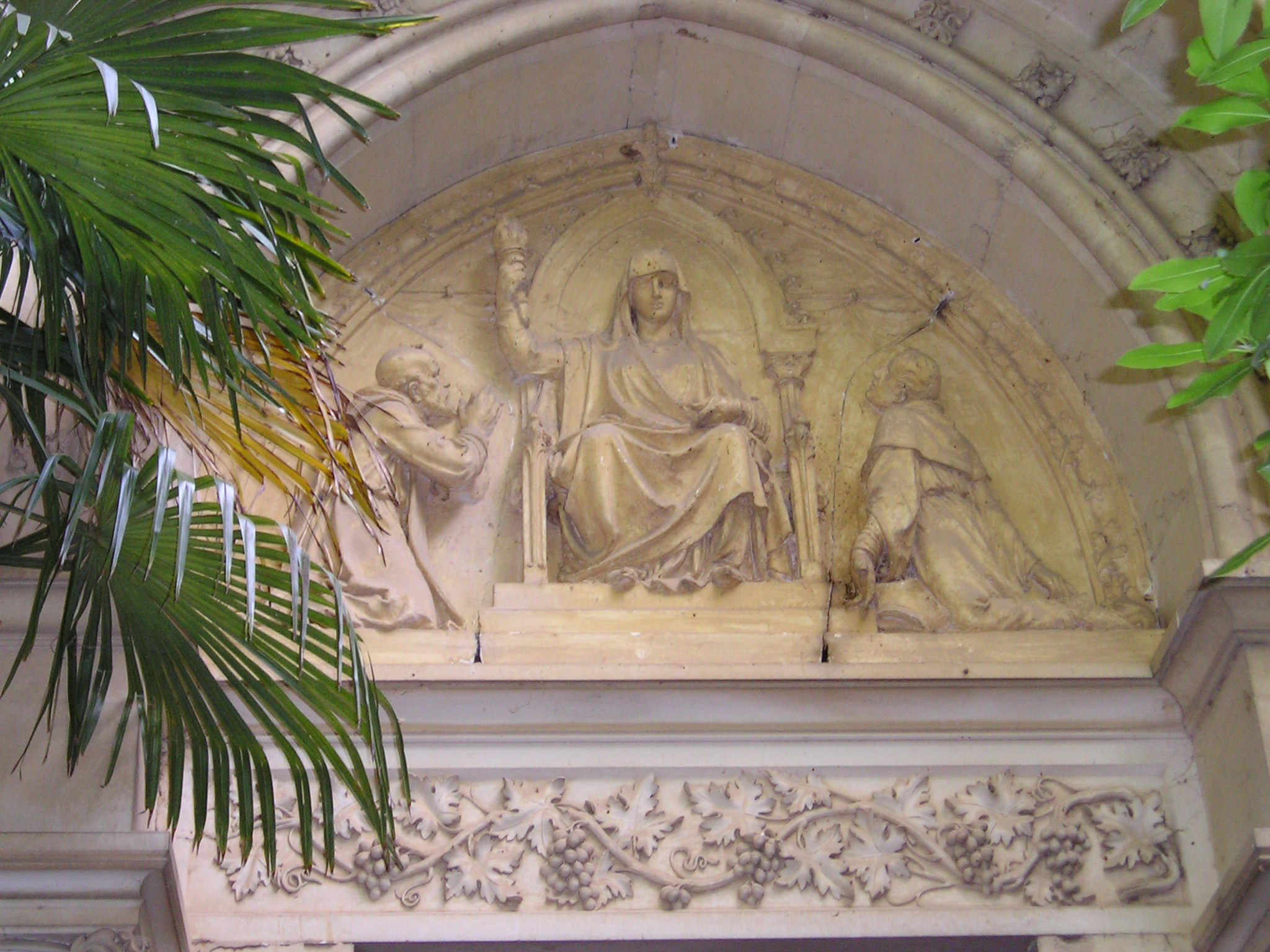
Tímpano de la "Chapelle Sainte-Philothée".
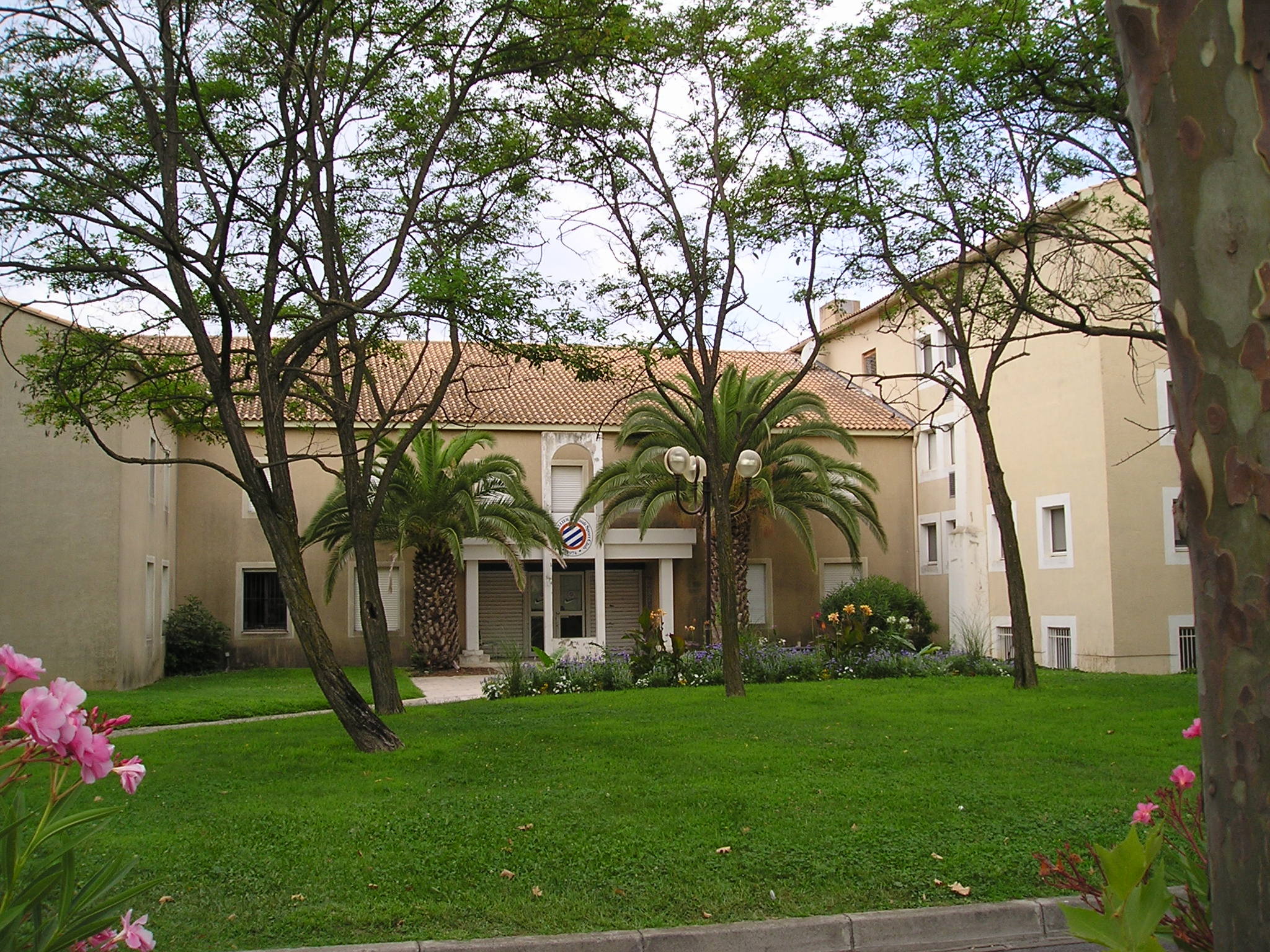
La sede MHSC en Grammont.
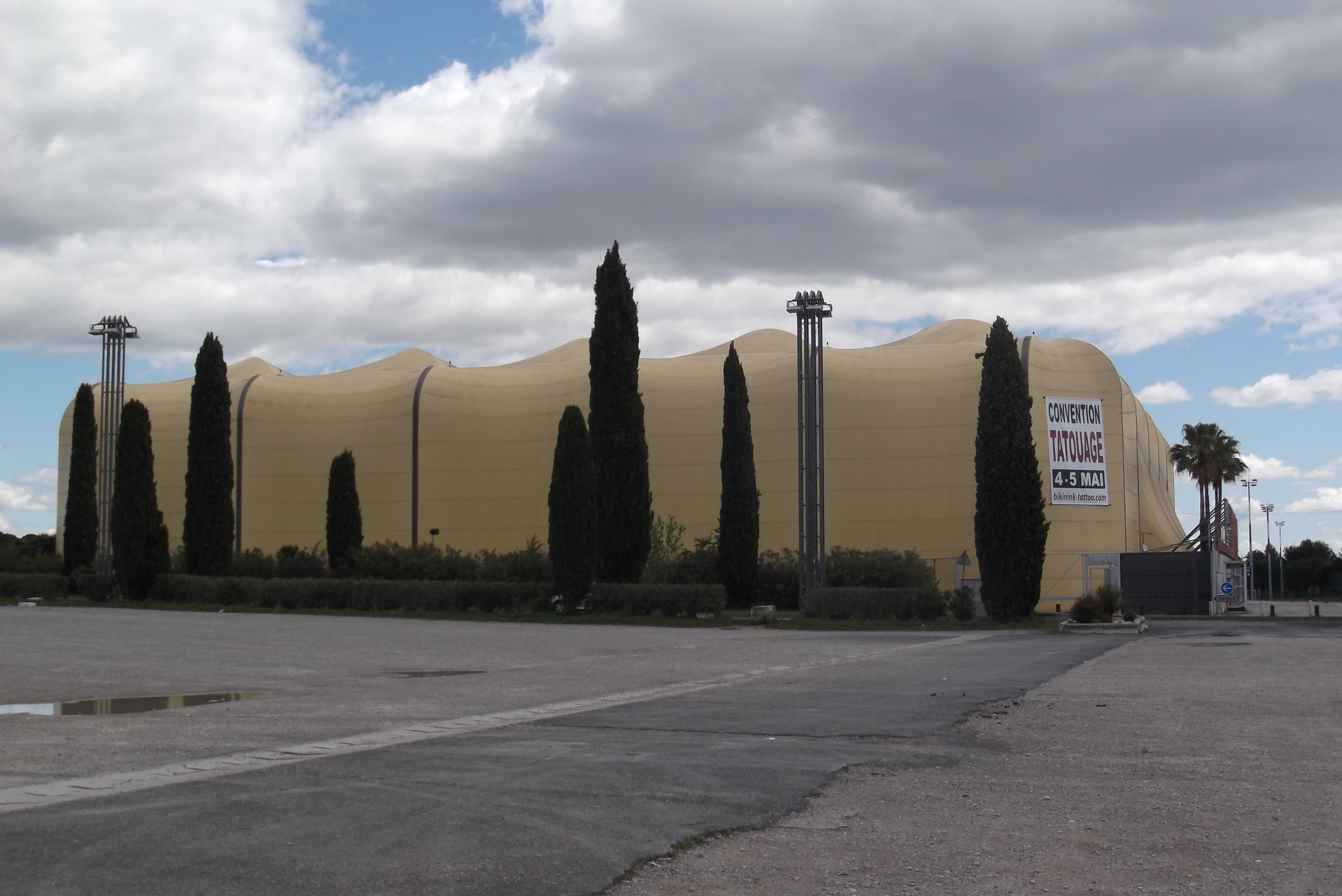
El espacio Zenith de Montpellier en Grammont.
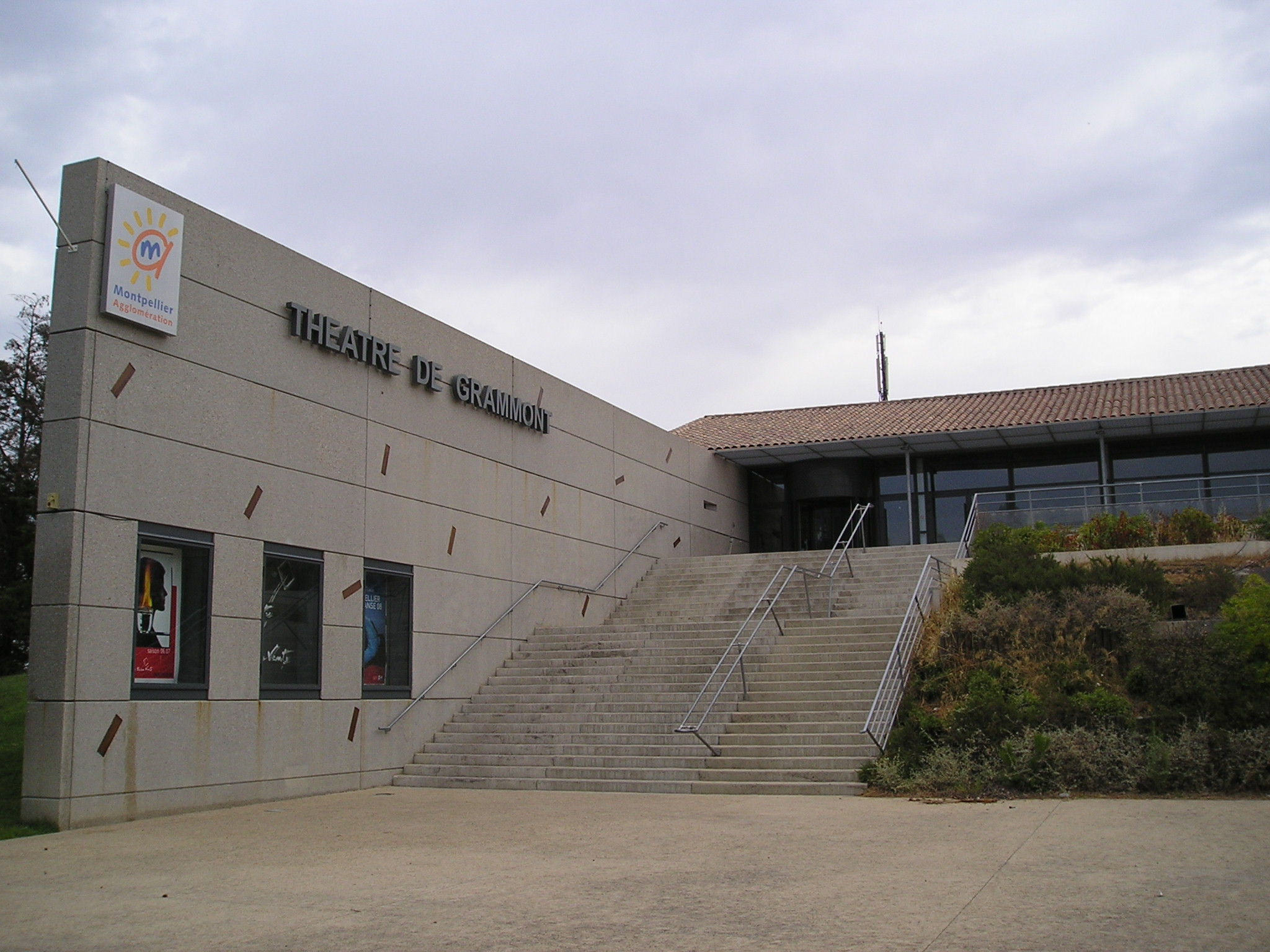
Teatro « théâtre des Treize Vents » en Grammont.